# Markow-Spamfilter
Der Markow-Spamfilter (nach Andrei Andrejewitsch Markow) ist ein Spamfilter basierend auf einem Hidden Markov Model und stellt eine Weiterentwicklung des Bayes-Spamfilters dar. Der Spamfilter errechnet dabei die Wahrscheinlichkeit, mit der die Wortketten des überprüften Textes zu Wortketten typischer Spamtexte passen. Während bei einem Bayes-Spamfilter die Wahrscheinlichkeit einzelner Wörter errechnet wird, zieht der Markow-Spamfilter Wortketten zur Ermittlung der Wahrscheinlichkeit heran und gewichtet die einzelnen Kombinationsmöglichkeiten. Ähneln die Wortketten des überprüften Textes denen typischer Spamtexte, so gilt der überprüfte Text als Spam.

## Beispiel für Gewichtung der Kombinationsmöglichkeiten
Am Beispiel des Satzes „Der schnelle braune Fuchs springt …“ kann man die Kombinationsmöglichkeiten und Gewichtungen 22N im Markow-Spamfilter veranschaulichen:
| Wortkette                 | Gewichtung | N |
| ------------------------- | ---------- | - |
| Der                       | 1          | 0 |
| Der schnelle              | 4          | 1 |
| Der <...> braune          | 4          | 1 |
| Der <...> <...> Fuchs     | 4          | 1 |
| Der schnelle braune       | 16         | 2 |
| Der <...> braune Fuchs    | 16         | 2 |
| Der schnelle <...> Fuchs  | 16         | 2 |
| Der schnelle braune Fuchs | 64         | 3 |

## Formale Darstellung der Wahrscheinlichkeitsberechnung
Während die Wahrscheinlichkeit aufgrund des Bayes-Spamfilters durch
{\displaystyle P_{\text{lokal}}=0{,}5+{\frac {P_{\text{gut}}-P_{\text{schlecht}}}{P_{\text{gut}}+P_{\text{schlecht}}+1}}\;}
angegeben wird, gilt für das Markow-Spamfilter
{\displaystyle P_{\text{lokal}}=0{,}5+{\frac {(P_{\text{gut}}-P_{\text{schlecht}})\cdot {\text{Gewichtung}}}{(P_{\text{gut}}+P_{\text{schlecht}}+1)\cdot {\text{Gewichtung}}_{\text{maximal}}}}\;}.